# Coppa panamericana femminile di pallavolo 2024
La Coppa panamericana femminile di pallavolo 2024, 21ª edizione dell'omonima competizione, si è svolta dal 18 al 25 agosto 2024 a León e Irapuato, in Messico: al torneo hanno partecipato dodici squadre nazionali tra nordamericane e sudamericane e la vittoria finale è andata per la seconda volta consecutiva all'Argentina.

## Impianti
|                                                                    |                                                            |  |
|                                                                    |                                                            |  |
| Domo de la Feria Città: León Capienza: 4 463 Anno d'apertura: 1980 | Inforum Città: Irapuato Capienza: 6 000 Anno d'apertura: ? |  |

## Regolamento

### Formula
La formula ha previsto una fase a gironi, disputata con girone all'italiana. Al termine della fase a gironi: 
- Le prime tre classificate di ciascun girone hanno avuto accesso alla fase finale per il primo posto, strutturata in quarti di finale (dai quali sono esonerate le prime classificate), semifinali, finale per il terzo posto e finale per il primo posto.
- Le quarte e quinte classificate di ciascun girone hanno avuto accesso alla fase finale per il quinto posto, strutturata in quarti di finale, finale per il nono posto, semifinali (contro le formazioni sconfitte ai quarti di finale della fase finale per il primo posto), finale per il settimo posto e finale per il quinto posto.
- Le ultime classificate di ciascun girone hanno avuto accesso alla finale per l'undicesimo posto.

### Criteri di classifica
Se il risultato finale è stato di 3-0 sono stati assegnati 5 punti alla squadra vincente e 0 a quella sconfitta, se il risultato finale è stato di 3-1 sono stati assegnati 4 punti alla squadra vincente e 1 a quella sconfitta, se il risultato finale è stato di 3-2 sono stati assegnati 3 punti alla squadra vincente e 2 a quella sconfitta.
L'ordine del posizionamento in classifica è stato definito in base a:
- Numero di partite vinte;
- Punti;
- Ratio dei punti realizzati/subiti;
- Ratio dei set vinti/persi;
- Risultati degli scontri diretti;
- Classifica avulsa.

## Squadre partecipanti
| Squadra         | Qualificazione      | Ultima partecipazione |
| --------------- | ------------------- | --------------------- |
| Argentina       | -                   | Porto Rico 2023       |
| Canada          | -                   | Porto Rico 2023       |
| Cile            | -                   | Porto Rico 2023       |
| Colombia        | -                   | Porto Rico 2023       |
| Costa Rica      | -                   | Porto Rico 2023       |
| Cuba            | -                   | Messico 2022          |
| Messico         | Paese organizzatore | Porto Rico 2023       |
| Perù            | -                   | Porto Rico 2023       |
| Porto Rico      | -                   | Porto Rico 2023       |
| Rep. Dominicana | -                   | Porto Rico 2023       |
| Stati Uniti     | -                   | Porto Rico 2023       |
| Suriname        | -                   | Debutto               |

## Torneo

### Fase a gironi
| Girone A        | Girone B    |
| --------------- | ----------- |
| Canada          | Argentina   |
| Colombia        | Cile        |
| Messico         | Costa Rica  |
| Perù            | Cuba        |
| Rep. Dominicana | Porto Rico  |
| Suriname        | Stati Uniti |

#### Girone A

##### Risultati
| 18 agosto 2024 Domo de la Feria, León Durata: 1h:50 - Spettatori: 200   | Rep. Dominicana | 1 - 3 | Perù            | 25-27, 14-25, 25-15, 15-25        |
| 18 agosto 2024 Domo de la Feria, León Durata: 1h:32 - Spettatori: 350   | Colombia        | 3 - 0 | Canada          | 27-25, 25-21, 25-18               |
| 18 agosto 2024 Domo de la Feria, León Durata: 1h:08 - Spettatori: 800   | Messico         | 3 - 0 | Suriname        | 25-6, 25-12, 25-10                |
| 19 agosto 2024 Domo de la Feria, León Durata: 1h:06 - Spettatori: 150   | Colombia        | 3 - 0 | Suriname        | 25-4, 25-12, 25-9                 |
| 19 agosto 2024 Domo de la Feria, León Durata: 1h:48 - Spettatori: 350   | Perù            | 1 - 3 | Canada          | 25-22, 24-26, 21-25, 23-25        |
| 19 agosto 2024 Domo de la Feria, León Durata: 1h:43 - Spettatori: 1 500 | Messico         | 1 - 3 | Rep. Dominicana | 21-25, 20-25, 28-26, 16-25        |
| 20 agosto 2024 Domo de la Feria, León Durata: 0h:52 - Spettatori: 150   | Rep. Dominicana | 3 - 0 | Suriname        | 25-7, 25-13, 25-4                 |
| 20 agosto 2024 Domo de la Feria, León Durata: 1h:35 - Spettatori: 350   | Colombia        | 3 - 0 | Perù            | 25-19, 25-18, 35-33               |
| 20 agosto 2024 Domo de la Feria, León Durata: 2h:14 - Spettatori: 2 000 | Messico         | 3 - 2 | Canada          | 19-25, 25-19, 23-25, 26-24, 15-12 |
| 21 agosto 2024 Domo de la Feria, León Durata: 1h:02 - Spettatori: 150   | Canada          | 3 - 0 | Suriname        | 25-16, 25-9, 25-13                |
| 21 agosto 2024 Domo de la Feria, León Durata: 2h:14 - Spettatori: 400   | Rep. Dominicana | 3 - 2 | Colombia        | 18-25, 25-17, 28-26, 28-30, 15-10 |
| 21 agosto 2024 Domo de la Feria, León Durata: 2h:16 - Spettatori: 2 500 | Messico         | 3 - 2 | Perù            | 22-25, 25-23, 25-23, 23-25, 15-11 |
| 22 agosto 2024 Domo de la Feria, León Durata: 0h:57 - Spettatori: 150   | Perù            | 3 - 0 | Suriname        | 25-10, 25-11, 25-8                |
| 22 agosto 2024 Domo de la Feria, León Durata: 1h:20 - Spettatori: 300   | Rep. Dominicana | 3 - 0 | Canada          | 25-15, 25-23, 25-17               |
| 22 agosto 2024 Domo de la Feria, León Durata: 1h:55 - Spettatori: 2 500 | Messico         | 1 - 3 | Colombia        | 24-26, 23-25, 25-23, 21-25        |

##### Classifica
| Pos. | Squadra         | Pt | G | V | P | SV | SP | Ratio | PF  | PS  | Ratio |
| ---- | --------------- | -- | - | - | - | -- | -- | ----- | --- | --- | ----- |
| 1.   | Colombia        | 21 | 5 | 4 | 1 | 14 | 4  | 3,500 | 444 | 366 | 1,213 |
| 2.   | Rep. Dominicana | 18 | 5 | 4 | 1 | 13 | 6  | 2,166 | 444 | 364 | 1,219 |
| 3.   | Messico         | 13 | 5 | 3 | 2 | 11 | 10 | 1,100 | 471 | 440 | 1,070 |
| 4.   | Perù            | 12 | 5 | 2 | 3 | 9  | 10 | 0,900 | 437 | 401 | 1,089 |
| 5.   | Canada          | 11 | 5 | 2 | 3 | 8  | 10 | 0,800 | 397 | 391 | 1,015 |
| 6.   | Suriname        | 0  | 5 | 0 | 5 | 0  | 15 | 0,000 | 144 | 375 | 0,384 |

      Qualificata alle semifinali per il primo posto.
      Qualificata ai quarti di finale per il primo posto.
      Qualificata ai quarti di finale per il quinto posto.

#### Girone B

##### Risultati
| 18 agosto 2024 Inforum, Irapuato Durata: 1h:10 - Spettatori: 250   | Argentina   | 3 - 0 | Costa Rica  | 25-16, 25-14, 25-22              |
| 18 agosto 2024 Inforum, Irapuato Durata: 2h:11 - Spettatori: 1 500 | Porto Rico  | 3 - 2 | Cuba        | 25-22, 15-25, 22-25, 28-26, 15-8 |
| 18 agosto 2024 Inforum, Irapuato Durata: 1h:11 - Spettatori: 1 500 | Stati Uniti | 3 - 0 | Cile        | 25-13, 25-16, 25-18              |
| 19 agosto 2024 Inforum, Irapuato Durata: 1h:12 - Spettatori: 150   | Cuba        | 3 - 0 | Costa Rica  | 25-18, 25-19, 25-18              |
| 19 agosto 2024 Inforum, Irapuato Durata: 1h:09 - Spettatori: 300   | Argentina   | 3 - 0 | Cile        | 25-23, 25-13, 25-8               |
| 19 agosto 2024 Inforum, Irapuato Durata: 1h:14 - Spettatori: 1 000 | Stati Uniti | 3 - 0 | Porto Rico  | 25-14, 25-20, 25-15              |
| 20 agosto 2024 Inforum, Irapuato Durata: 1h:11 - Spettatori: 100   | Cile        | 3 - 0 | Costa Rica  | 25-9, 25-22, 25-20               |
| 20 agosto 2024 Inforum, Irapuato Durata: 1h:10 - Spettatori: 350   | Porto Rico  | 0 - 3 | Argentina   | 16-25, 19-25, 16-25              |
| 20 agosto 2024 Inforum, Irapuato Durata: 1h:35 - Spettatori: 1 000 | Stati Uniti | 3 - 1 | Cuba        | 21-25, 25-12, 25-21, 25-10       |
| 21 agosto 2024 Inforum, Irapuato Durata: 1h:01 - Spettatori: 100   | Stati Uniti | 3 - 0 | Costa Rica  | 25-8, 25-12, 25-15               |
| 21 agosto 2024 Inforum, Irapuato Durata: 2h:14 - Spettatori: 500   | Porto Rico  | 3 - 2 | Cile        | 18-25, 25-19, 25-20, 18-25, 15-9 |
| 21 agosto 2024 Inforum, Irapuato Durata: 1h:16 - Spettatori: 1 000 | Cuba        | 0 - 3 | Argentina   | 25-27, 15-25, 23-25              |
| 22 agosto 2024 Inforum, Irapuato Durata: 1h:12 - Spettatori: 100   | Porto Rico  | 3 - 0 | Costa Rica  | 25-12, 25-14, 25-19              |
| 22 agosto 2024 Inforum, Irapuato Durata: 1h:13 - Spettatori: 300   | Cile        | 0 - 3 | Cuba        | 18-25, 15-25, 18-25              |
| 22 agosto 2024 Inforum, Irapuato Durata: 1h:43 - Spettatori: 750   | Argentina   | 1 - 3 | Stati Uniti | 19-25, 18-25, 25-21, 21-25       |

##### Classifica
| Pos. | Squadra     | Pt | G | V | P | SV | SP | Ratio | PF  | PS  | Ratio |
| ---- | ----------- | -- | - | - | - | -- | -- | ----- | --- | --- | ----- |
| 1.   | Stati Uniti | 23 | 5 | 5 | 0 | 15 | 2  | 7,500 | 417 | 282 | 1,478 |
| 2.   | Argentina   | 21 | 5 | 4 | 1 | 13 | 3  | 4,333 | 385 | 306 | 1,258 |
| 3.   | Porto Rico  | 11 | 5 | 3 | 2 | 9  | 10 | 0,900 | 381 | 399 | 0,954 |
| 4.   | Cuba        | 13 | 5 | 2 | 3 | 9  | 9  | 1,000 | 387 | 384 | 1,007 |
| 5.   | Cile        | 7  | 5 | 1 | 4 | 5  | 12 | 0,416 | 315 | 377 | 0,835 |
| 6.   | Costa Rica  | 0  | 5 | 0 | 5 | 0  | 15 | 0,000 | 238 | 375 | 0,634 |

      Qualificata alle semifinali per il primo posto.
      Qualificata ai quarti di finale per il primo posto.
      Qualificata ai quarti di finale per il quinto posto.

### Fase finale

#### Finali 1º e 3º posto
|  | Quarti di finale | Quarti di finale | Quarti di finale |  |  | Semifinali | Semifinali      | Semifinali |           |   | Finale          | Finale          | Finale          |  |
|  |                  |                  |                  |  |  |            |                 |            |           |   |                 |                 |                 |  |
|  |                  |                  |                  |  |  | 1B         | Stati Uniti     | 3          |           |   |                 |                 |                 |  |
|  | 2A               | Rep. Dominicana  | 3                |  |  | 2A         | Rep. Dominicana | 0          |           |   |                 |                 |                 |  |
|  | 3B               | Porto Rico       | 2                |  |  |            |                 |            |           |   | 1B              | Stati Uniti     | 0               |  |
|  |                  |                  |                  |  |  |            |                 | 2B         | Argentina | 3 |                 |                 |                 |  |
|  |                  |                  |                  |  |  | 1A         | Colombia        | 1          |           |   |                 |                 |                 |  |
|  | 2B               | Argentina        | 3                |  |  | 2B         | Argentina       | 3          |           |   |                 |                 |                 |  |
|  | 3A               | Messico          | 2                |  |  |            |                 |            |           |   | Finale 3º posto | Finale 3º posto | Finale 3º posto |  |
|  |                  |                  |                  |  |  |            |                 |            |           |   |                 |                 |                 |  |
|  |                  |                  |                  |  |  |            |                 |            |           |   | 2A              | Rep. Dominicana | 0               |  |
|  |                  |                  |                  |  |  |            |                 |            |           |   | 1A              | Colombia        | 3               |  |

##### Quarti di finale
| 23 agosto 2024 Domo de la Feria, León Durata: 2h:17 - Spettatori: 1 000 | Rep. Dominicana | 3 - 2 | Porto Rico | 19-25, 24-26, 25-23, 27-25, 15-8  |
| 23 agosto 2024 Domo de la Feria, León Durata: 2h:06 - Spettatori: 2 700 | Argentina       | 3 - 2 | Messico    | 15-25, 21-25, 25-17, 25-13, 15-12 |

##### Semifinali
| 24 agosto 2024 Domo de la Feria, León Durata: 1h:20 - Spettatori: 1 000 | Stati Uniti | 3 - 0 | Rep. Dominicana | 25-18, 25-23, 28-26        |
| 24 agosto 2024 Domo de la Feria, León Durata: 1h:55 - Spettatori: 1 500 | Colombia    | 1 - 3 | Argentina       | 25-15, 26-28, 18-25, 23-25 |

##### Finale 3º posto
| 25 agosto 2024 Domo de la Feria, León Durata: 1h:13 - Spettatori: 800 | Rep. Dominicana | 0 - 3 | Colombia | 18-25, 19-25, 14-25 |

##### Finale
| 25 agosto 2024 Domo de la Feria, León Durata: 1h:21 - Spettatori: 3 000 | Stati Uniti | 0 - 3 | Argentina | 18-25, 20-25, 19-25 |

#### Finali 5º, 7º e 9º posto
|  | Quarti di finale | Quarti di finale | Quarti di finale |  |  | Semifinali | Semifinali | Semifinali |         |   | Finale 5º posto | Finale 5º posto | Finale 5º posto |  |
|  |                  |                  |                  |  |  |            |            |            |         |   |                 |                 |                 |  |
|  |                  |                  |                  |  |  | 5A         | Canada     | 2          |         |   |                 |                 |                 |  |
|  | 4B               | Cuba             | 1                |  |  | 3B         | Porto Rico | 3          |         |   |                 |                 |                 |  |
|  | 5A               | Canada           | 3                |  |  |            |            |            |         |   | 3B              | Porto Rico      | 3               |  |
|  |                  |                  |                  |  |  |            |            | 3A         | Messico | 2 |                 |                 |                 |  |
|  |                  |                  |                  |  |  | 5B         | Cile       | 1          |         |   |                 |                 |                 |  |
|  | 4A               | Perù             | 2                |  |  | 3A         | Messico    | 3          |         |   |                 |                 |                 |  |
|  | 5B               | Cile             | 3                |  |  |            |            |            |         |   | Finale 7º posto | Finale 7º posto | Finale 7º posto |  |
|  |                  |                  |                  |  |  |            |            |            |         |   |                 |                 |                 |  |
|  |                  |                  |                  |  |  |            |            |            |         |   | 5A              | Canada          | 3               |  |
|  |                  |                  |                  |  |  |            |            |            |         |   | 5B              | Cile            | 0               |  |

##### Quarti di finale
| 23 agosto 2024 Inforum, Irapuato Durata: 2h:12 - Spettatori: 500 | Cuba       | 1 - 3 | Canada | 25-27, 25-20, 19-25, 24-26       |
| 23 agosto 2024 Inforum, Irapuato Durata: 2h:15 - Spettatori: 750 | Porto Rico | 2 - 3 | Cile   | 20-25, 28-26, 26-28, 25-19, 8-15 |

##### Finale 11º posto
| 23 agosto 2024 Inforum, Irapuato Durata: 1h:05 - Spettatori: 100 | Suriname | 0 - 3 | Costa Rica | 15-25, 13-25, 13-25 |

##### Semifinali
| 24 agosto 2024 Inforum, Irapuato Durata: 1h:52 - Spettatori: 300   | Canada | 2 - 3 | Porto Rico | 25-16, 16-25, 16-25, 25-16, 10-15 |
| 24 agosto 2024 Inforum, Irapuato Durata: 1h:42 - Spettatori: 1 502 | Cile   | 1 - 3 | Messico    | 26-28, 12-25, 25-22, 14-25        |

##### Finale 9º posto
| 24 agosto 2024 Inforum, Irapuato Durata: 1h:13 - Spettatori: 1 500 | Cuba | 3 - 0 | Perù | 25-20, 25-12, 25-21 |

##### Finale 7º posto
| 25 agosto 2024 Inforum, Irapuato Durata: 1h:19 - Spettatori: 500 | Canada | 3 - 0 | Cile | 25-23, 25-23, 25-20 |

##### Finale 5º posto
| 25 agosto 2024 Inforum, Irapuato Durata: 1h:43 - Spettatori: 2 000 | Porto Rico | 1 - 3 | Messico | 20-25, 25-15, 19-25, 16-25 |

#### Finale 9º posto
| 12 agosto 2023 Auditorio Juan Pachín Vicéns, Ponce Durata: 1h:09 - Spettatori: 50 | Costa Rica | 0 - 3 | Cile | 20-25, 9-25, 18-25 |

## Classifica finale
| Pos     | Squadra         | Rosa |
| ------- | --------------- | --- |
| Oro     | Argentina       | Formazione: 1 Rodríguez, 2 Balagué, 5 Salinas, 7 Pérez, 8 Llanos, 9 Cugno, 10 Bulaich, 11 Farriol, 12 García, 14 Mayer, 17 Herrera, 18 Bednarek, 19 Graff, 20 Pelozo, CT: Morando                   |
| Argento | Stati Uniti     | Formazione: 4 Eggleston, 5 Kipp, 6 S. Gray, 7 Hoffman, 8 Igiede, 9 Jimerson, 12 Morrissette, 13 Powell, 14 Sponcil, 15 Winters, 17 Fleck, 19 J. Gray, 31 Jones, 34 Samedy, CT: Rostratter           |
| Bronzo  | Colombia        | Formazione: 1 Gaviria, 2 Sierra, 3 Segovia, 4 Pascua, 5 Olaya, 6 Carabalí, 8 Zapata, 9 Mesa, 11 Renteria, 12 Marmolejo, 13 Gómez, 14 Velásquez, 15 Marín, 16 Rangel, CT: Osorio                     |
| 4       | Rep. Dominicana | Formazione: 1 Arias, 2 Rodríguez, 4 Peralta, 7 Marte, 8 Tapia, 9 Hinojosa, 11 Ge. González, 12 Pérez, 15 Guillén, 16 Peña, 19 Terrero, 22 Caraballo, 23 Ga. González, 25 Martínez, CT: Kwiek        |
| 5       | Messico         | Formazione: 1 Morales, 3 Cantu, 4 Rodríguez, 6 Castro, 7 Guereca, 10 Siller, 11 Urías, 12 Landeros, 15 Rivera, 16 Muñoz, 24 Garciglia, 25 García, 33 Flores, CT: Negro                              |
| 6       | Porto Rico      | Formazione: 2 Venegas, 3 León, 4 Hollingsworth, 5 W. Rivera, 7 Cestero, 10 Reyes, 12 N. Ortiz, 13 S. Rivera, 14 Carrión, 15 González, 18 Hernández, 19 Castillo, 20 Cerame, 21 I. Ortiz, CT: Mieles |
| 7       | Canada          | Formazione: 1 Georgiadis, 6 L. Attieh, 7 Van Buskirk, 16 Guezen, 18 Arnold, 20 Borowski, 21 Heppell, 22 Allard, 23 Boyd, 27 Thokbuom, 28 Surinx, 31 Rivest, 34 G. Attieh, 35 Noble, CT: Winzer      |
| 8       | Cile            | Formazione: 2 Giglio, 3 Donoso, 4 Novoa, 7 Aylwin, 8 Maureira, 10 Mendoza, 11 Cisternas, 12 Vallebuona, 13 Basualto, 15 Schwartzman, 18 Nielsen, 19 Numair, 24 González, 44 Ruz, CT: Guillaume      |
| 9       | Cuba            | Formazione: 2 Madán, 4 Li. García, 5 D. Martínez, 6 de la Peña, 8 Sánchez, 9 Ferrer, 10 Gómez, 12 Ruiz, 15 Aguilera, 17 E. Martínez, 19 Suárez, 21 James, 24 T. Moreno, CT: Le. García              |
| 10      | Perù            | Formazione: 2 de la Peña, 3 Rodríguez, 4 Cuba, 5 Villegas, 6 Vigil, 8 Vicente, 10 Patiño, 11 Montes, 13 Rojas, 14 Palza, 15 Ortiz, 16 Johansson, 18 Sánchez, 20 Mariñas, CT: Lung                   |
| 11      | Costa Rica      | Formazione: 4 Rodríguez, 5 Espinoza, 7 González, 8 Álvarez, 9 Volkovs, 10 M.F. Alfaro, 11 Sayles, 12 Cabezas, 14 Rojas, 16 Abarca, 18 León, 20 P. Alfaro, CT: Acuña                                 |
| 12      | Suriname        | Formazione: 5 Griffith, 6 Ja. Tammenga, 7 Leter, 8 Sengwai, 9 Van Kallen, 10 E. Tammenga, 14 Frankel, 16 Jo. Tammenga, 17 Soedamah, 19 J.R. Tammenga, 24 Verheul, CT: Straal                        |

## Premi individuali
| Premio                 | Nome             | Squadra         |
| ---------------------- | ---------------- | --------------- |
| MVP                    | Bianca Farriol   | Argentina       |
| Miglior realizzatrice  | Grecia Castro    | Messico         |
| Miglior servizio       | Dezirett Madán   | Cuba            |
| Miglior difesa         | Camila Gómez     | Colombia        |
| Miglior ricevitrice    | Claire Hoffman   | Stati Uniti     |
| Miglior palleggiatrice | Paola Rivera     | Messico         |
| Miglior opposto        | Kendall Kipp     | Stati Uniti     |
| Miglior schiacciatrice | Ana Karina Olaya | Colombia        |
| Miglior schiacciatrice | Veronica Jones   | Stati Uniti     |
| Miglior centrale       | Bianca Farriol   | Argentina       |
| Miglior centrale       | Cándida Arias    | Rep. Dominicana |
| Miglior libero         | Camila Gómez     | Colombia        |